# Metawithius spiniventer spiniventer
Metawithius spiniventer spiniventer es una subespecie de arácnido del orden Pseudoscorpionida de la familia Withiidae.

## Distribución geográfica
Se encuentra en el sudeste de  Asia.